# Betty Arlen
Betty Arlen, o Bette Arlen (Providence, 4 novembre 1909 – Farmington, 4 agosto 1966), è stata un'attrice e ballerina statunitense.

## Biografia
Betty Arlen fu scoperta come ballerina da un talent-scout e invitata a Hollywood nel 1925 dove fu scelta tra le tredici WAMPAS Baby Stars dell'anno. Il suo primo film, con una piccola parte, fu il corto A Punch in the Nose di Hal Roach, uscito nel 1926, e passeranno due anni prima di vederla in tre piccoli ruoli non accreditati.
Dopo più di vent'anni ritornò al cinema, recitando piccoli ruoli di ballerina in musical di successo quali Anna prendi il fucile o Cantando sotto la pioggia. Con la commedia Mia moglie è di leva, uscita nel 1956, terminò la sua carriera.

## Riconoscimenti
- WAMPAS Baby Star nel 1925

## Filmografia parziale
- A Punch in the Nose (1926)
- Run, Girl, Run (1928)
- Facciamo il tifo insieme (1949)
- Un giorno a New York (1949)
- Anna prendi il fucile (1950)
- La donna del gangster (1951)
- Cantando sotto la pioggia (1952)
- Aprile a Parigi (1952)
- Quei fantastici razzi volanti (1953)
- Brigadoon (1954)
- È sempre bel tempo (1955)
- Mia moglie è di leva (1956)